# Кингс-ривер-йокутс
Кингс-ривер-йокутс (Kings River Yokuts) — мёртвый индейский язык, который принадлежит нимской группе йокутской языковой семьи, на котором раньше говорили йокуты, которые проживают сейчас в долине реки Сан-Хоакин штата Калифорния в США.

## Диалекты
У кингс-риверской разновидности также имелись диалекты: айитча (кочеяли), мичахай, чойнимни и чукаймина.